# Olympische Sommerspiele 2012/Kanu – Einer-Canadier 1000 Meter (Männer)
Der Kanuwettbewerb im Einer-Canadier 1000 Meter der Männer (Kurzbezeichnung: C1 1000) bei den Olympischen Spielen 2012 in London wurde am 6. und 8. August 2012 auf dem Dorney Lake ausgetragen. 17 Athleten nahmen teil. 
Der Wettbewerb begann mit drei Vorläufen. Die jeweils ersten fünf Athleten und der zeitschnellste Sechstplatzierte qualifizierten sich für das Halbfinale. 
Im Halbfinale qualifizierten sich die jeweils ersten vier Athleten für das Finale A, die übrigen Starter traten im Finale B zur Ermittlung der Plätze 9 bis 16 an.
Die direkt qualifizierten Athleten sind hellgrün, die über die Zeit Qualifizierten hellblau unterlegt.

## Titelträger
| Olympiasieger | Attila Vajda ( Ungarn) | Peking 2008 |
| Weltmeister   | Attila Vajda ( Ungarn) | Szeged 2011 |

## Vorläufe
6. August 2012

### Vorlauf 1
| Platz | Athlet                   | Nation     | Zeit (min) |
| ----- | ------------------------ | ---------- | ---------- |
| 1     | Mathieu Goubel           | Frankreich | 3:58,122   |
| 2     | Attila Vajda             | Ungarn     | 3:49,853   |
| 3     | Ilja Schtokalow          | Russland   | 4:04,109   |
| 4     | Jake Donaghey            | Australien | 4:21,928   |
| 5     | Ndiatte Gueye            | Senegal    | 4:33,884   |
| 6     | Rudolph Berking-Williams | Samoa      | 4:54,211   |

### Vorlauf 2
| Platz | Athlet                  | Nation      | Zeit (min) |
| ----- | ----------------------- | ----------- | ---------- |
| 1     | David Cal               | Spanien     | 3:54,590   |
| 2     | Mark Oldershaw          | Kanada      | 3:55,211   |
| 3     | Sebastian Brendel       | Deutschland | 3:56,469   |
| 4     | José Everardo Cristóbal | Mexiko      | 3:58,673   |
| 5     | Piotr Kuleta            | Polen       | 4:04,889   |
| 6     | Fortunato Luis Pacavira | Angola      | 4:39,723   |

### Vorlauf 3
| Platz | Athlet                | Nation         | Zeit (min) |
| ----- | --------------------- | -------------- | ---------- |
| 1     | Iosif Chirilă         | Rumänien       | 4:05,863   |
| 2     | Vadim Menkov          | Usbekistan     | 4:05,895   |
| 3     | Aljaksandr Schukouski | Belarus        | 4:06,190   |
| 4     | Alexander Djadtschuk  | Kasachstan     | 4:44,175   |
| 5     | Richard Jefferies     | Großbritannien | 4:48,511   |

## Halbfinale
6. August 2012

### Lauf 1
| Platz | Athlet                  | Nation      | Zeit (min) |
| ----- | ----------------------- | ----------- | ---------- |
| 1     | Sebastian Brendel       | Deutschland | 3:52,122   |
| 2     | Attila Vajda            | Ungarn      | 3:52,365   |
| 3     | David Cal               | Spanien     | 3:52,767   |
| 4     | Vadim Menkov            | Usbekistan  | 3:53,257   |
| 5     | Piotr Kuleta            | Polen       | 3:53,802   |
| 6     | Jake Donaghey           | Australien  | 4:26,202   |
| 7     | Fortunato Luis Pacavira | Angola      | 4:43,027   |
| 8     | Alexander Djadtschuk    | Kasachstan  | 4:56,724   |

### Lauf 2
| Platz | Athlet                  | Nation         | Zeit (min) |
| ----- | ----------------------- | -------------- | ---------- |
| 1     | Mathieu Goubel          | Frankreich     | 3:51,811   |
| 2     | Mark Oldershaw          | Kanada         | 3:52,197   |
| 3     | Ilja Schtokalow         | Russland       | 3:53,305   |
| 4     | Aljaksandr Schukouski   | Belarus        | 3:54,002   |
| 5     | José Everardo Cristóbal | Mexiko         | 3:54,590   |
| 6     | Iosif Chirilă           | Rumänien       | 4:07,794   |
| 7     | Ndiatte Gueye           | Senegal        | 4:37,171   |
| 8     | Richard Jefferies       | Großbritannien | 4:49,874   |

## Finale
8. August 2012

### Finale B
Anmerkung: zur Ermittlung der Plätze 9 bis 16
| Platz | Kanute                  | Nation         | Zeit (min) |
| ----- | ----------------------- | -------------- | ---------- |
| 9     | Piotr Kuleta            | Polen          | 3:54,414   |
| 10    | José Everardo Cristóbal | Mexiko         | 3:56,118   |
| 11    | Iosif Chirilă           | Rumänien       | 3:49,730   |
| 12    | Jake Donaghey           | Australien     | 4:22,005   |
| 13    | Ndiatte Gueye           | Senegal        | 4:32,251   |
| 14    | Fortunato Luis Pacavira | Angola         | 4:35,017   |
| 15    | Richard Jefferies       | Großbritannien | 4:42,992   |
| 16    | Alexander Djadtschuk    | Kasachstan     | 4:55,737   |

### Finale A
Anmerkung: zur Ermittlung der Plätze 1 bis 8
| Platz | Athlet                | Nation      | Zeit (min) |
| ----- | --------------------- | ----------- | ---------- |
| 1     | Sebastian Brendel     | Deutschland | 3:47,176   |
| 2     | David Cal             | Spanien     | 3:48,053   |
| 3     | Mark Oldershaw        | Kanada      | 3.48,502   |
| 4     | Wadim Menkow          | Usbekistan  | 3:49,255   |
| 5     | Mathieu Goubel        | Frankreich  | 3:50,758   |
| 6     | Attila Vajda          | Ungarn      | 3:50,926   |
| 7     | Aljaksandr Schukouski | Belarus     | 3:51,166   |
| 8     | Ilja Schtokalow       | Russland    | 3:51,535   |

Mit seiner Silbermedaille hat der Spanier David Cal bislang bei jedem olympischen Wettkampf, bei dem er angetreten ist, eine Medaille gewonnen: 2004 Gold über 1000 Meter und Silber über 500 Meter, 2008 Silber über beide Strecken.

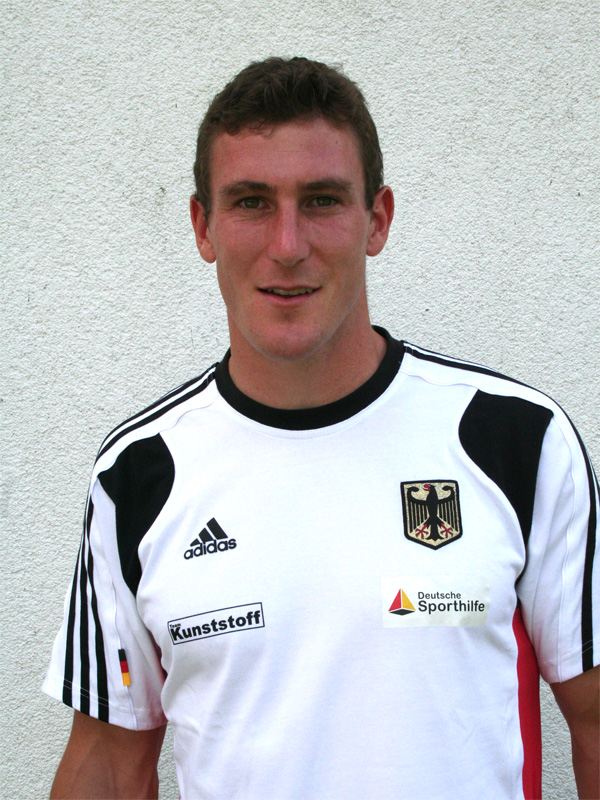
Olympiasieger Sebastian Brendel (GER)
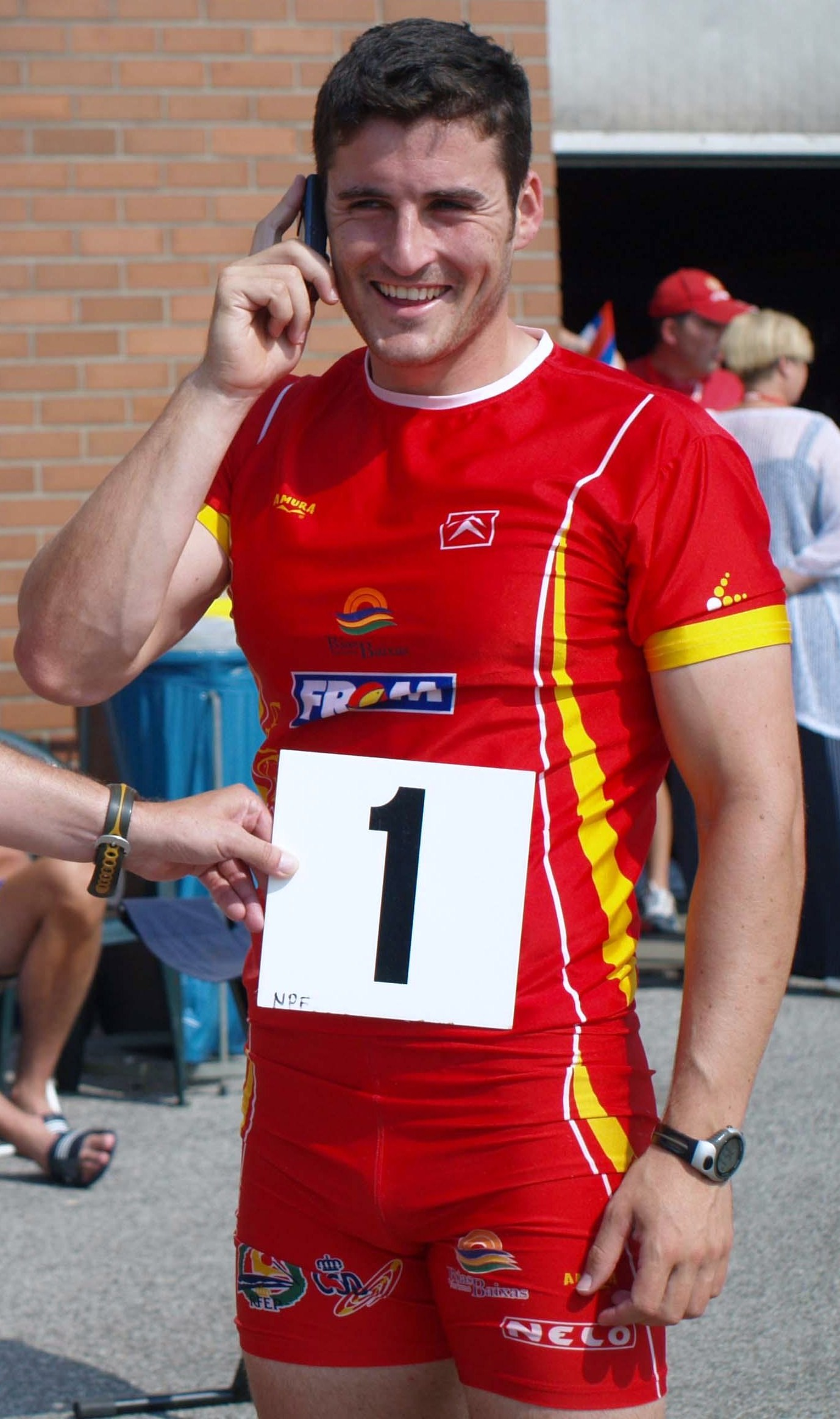
David Cal (ESP), Gewinner der Silbermedaille
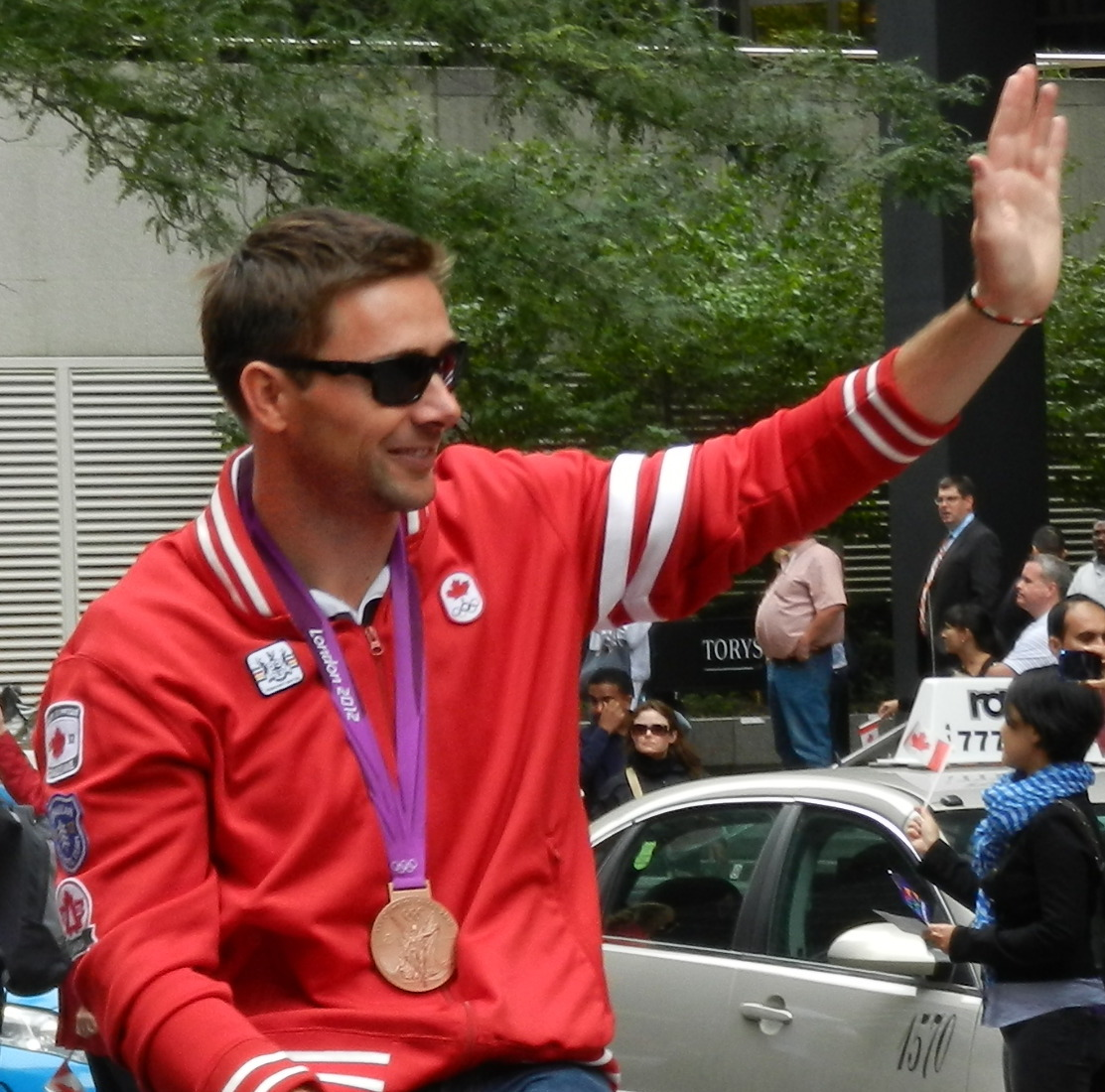
Mark Oldershaw (CAN), Gewinner der Bronzemedaille